# 西維吉尼亞州國民警衛隊
西維吉尼亞州國民警衛隊（英語：West Virginia National Guard）是由西維吉尼亞州陸軍國民警衛隊和西維吉尼亞州空軍國民警衛隊共同組成的國民警衛隊。其最早歷史可追朔到18世紀防禦印地安人的的民兵。西維吉尼亞州沒有州防衛隊。

## 歷史
西維吉尼亞州國民警衛隊最早起源可追朔到1735年由摩根摩根在柏克萊縣建立的民兵連，最初目的是抵禦印地安人的襲擊，這些民兵在後來也參與北美洲大大小小的各種戰爭。
第二次世界大戰期間，第150步兵團和第201步兵團於1941年1月聯邦化，第150步兵團負責保衛巴拿馬運河，第201步兵團則派往阿留申群島。
西維吉尼亞州國民警衛隊在近代主要負責救災，尤其是周期性洪水造成的災害。而西維吉尼亞州國民警衛隊也多次出征海外，包含韓戰、越戰、波斯灣戰爭，近期也多次前往阿富汗和伊拉克。

## 陸軍國民警衛隊

### 單位
- 西維吉尼亞州聯合部隊總部（JFHQ-WV）
  - 第77部隊司令部
    - 第150騎兵團第1中隊
    - 第201野戰砲兵團第1營
    - 第19特種部隊群第2營
    - 第151憲兵營

  - 第111工兵旅（英语：111th Engineer Brigade (United States)）
    - 第1092工兵營

  - 醫療分遣隊
  - 特種作戰分遣隊
  - 第197團
  - 第35民政支援組[2]
  - 陸軍航空兵固定翼訓練場

## 空軍國民警衛隊
西維吉尼亞州空軍國民警衛隊最初是於1947年3月7日被聯邦政府正式承認的第167戰鬥機中隊，1950年10月投入韓戰，1952年7月返回美國本土並被指定為第167戰鬥轟炸機中隊，1955年12月被指定為第167戰鬥攔截機中隊。
而現在的西維吉尼亞州空軍國民警衛隊由兩個空運部隊組成，分別是查爾斯頓的第130空運聯隊和馬丁斯堡的第167空運聯隊。

西維吉尼亞州空軍國民警衛隊
第130空運聯隊
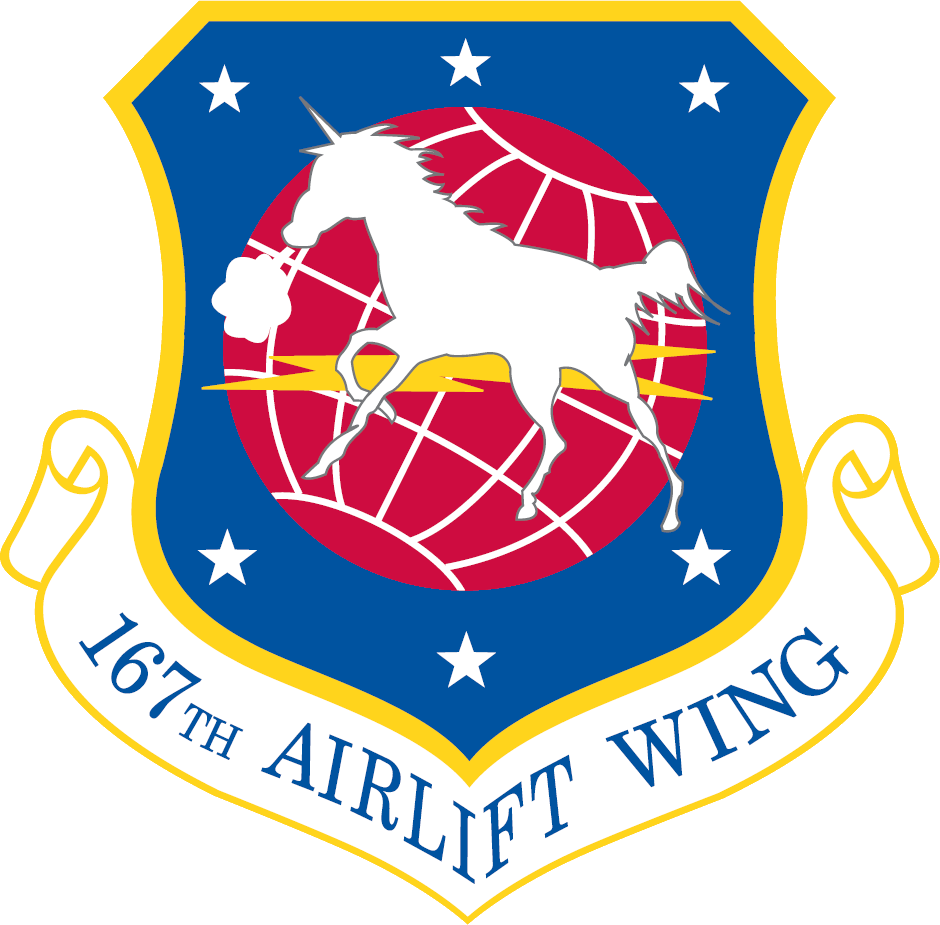
第167空運聯隊